# Міст Росаріо-Вікторія
Міст Богородиці Розарію (ісп. Puente Nuestra Señora del Rosario), відоміший як Міст Роса́ріо-Вікто́рія (ісп. Puente Rosario-Victoria) — вантовий міст між містами Росаріо (провінція Санта-Фе) і Вікторія (провінція Ентре-Ріос) в Аргентині, по якому проходить національний автошлях № 174.
Ідея збудувати міст над Параною біля Росаріо виникла ще на початку XX ст. Проект був започаткований Анхелем П'яджо, але так і не був здійснений. До задуму повернулися 1997 року, почалося будівництво, яке через фінансові проблеми затяглося. Врешті-решт міст було відкрито 22 травня 2003 року.
Міст Росаріо-Вікторія складається з таких частин:
- Вантовий міст довжиною 608 м
- Західний віадук довжиною 1 122 м
- Східний віадук довжиною 2 368 м
- Мости у зоні островів довжиною 8 184 м

Користування мостом платне.